# Pansenstich
Als Pansenstich (Ruminozentese) wird eine Maßnahme zur Behandlung einer Pansenaufgasung (Pansentympanie) bei Rindern und Schafen bezeichnet, die in der Regel durch einen Tierarzt durchgeführt wird. Aufgrund der Gefahren, wie Peritonitis oder Wundinfektionen, sollte sie nur im Notfall angewendet werden. Alternativ ist ein Ablassen des Gases beispielsweise über eine Nasenschlundsonde möglich.
Die Einstichstelle befindet sich beim Rind in der linken Hungergrube etwa dreifingerbreit hinter der letzten Rippe und dreifingerbreit unterhalb der Lendenwirbelquerfortsätze. Nach Anlegen eines kleinen Hautschnittes wird ein geeigneter Trokar bzw. Pansenstecher in Richtung des rechten Ellenbogens eingeführt und das Gas abgelassen.